# Frankis Carol
Frankis Carol Marzo (Guantánamo, 7 de setembro de 1987) é um jogador de andebol que joga atualmente pelo Sporting Clube de Portugal e pela Seleção Catarense.